# Alchemilla orbiculata
Alchemilla orbiculata é uma espécie de rosácea do gênero Alchemilla, pertencente à família Rosaceae.